# Папирус
Папирус је материјал за писање, преношење порука и похрањивање знања. Сличан је данашњем папиру. Папирус су око 2000. године пре нове ере изумели Египћани. Листови папируса су малени а коренови снажни. Израђивао се од самоникле мочварне биљке из долине Нила - трске латинског назива Cyperus papyrus. Папирус се може односити и на документ написан на листовима таквог материјала, спојених један поред другог и умотаног у свитак, рани облик књиге.
Први пут се знало да је папирус коришћен у Египту (барем још од прве династије), пошто је биљка папируса некада била доступна у изобиљу широм делте Нила. Такође је коришћен у целом медитеранском региону. Осим материјала за писање, стари Египћани су користили папирус у изградњи других артефаката, као што су чамци од трске, простирке, ужад, сандале и корпе.

## Историја
Прерадом египатске биљке Cyperus papyrus почиње историја књиге. У Антици папирус је једини материјал – носилац класичне књижевности сачуване у најстаријим преписима. Папирус се као материјал за писање употребљава већ хиљадама година, а први су га упознали Грци још у самим почецима своје културе. У средњем веку он је дуго био на цени, али га је у XI веку пергамент дефинитивно потиснуо из употребе. Неизвесно је шта етимолошки значи реч papyrоs, али се сматра да је египатског порекла и да је вероватно настала из pa-u-iur- „она река“, тј. биљка Нила. Херодот ову биљку и материјал за писање назива biblos. О папирусу као материјалу на коме се писало, написане су бројне расправе од стране лингвиста, ботаничара и других научника. Међутим, тек велики проналасци папируса последња два столећа пружају више података о томе. То је све довело до појаве нове науке – папирологије.
Папирус је први пут произведен у Египту још у четвртом миленијуму пре нове ере. Најранији археолошки докази о папирусу ископани су 2012. и 2013. у Вади eл-Xарфу, староегипатској луци која се налази на обали Црвеног мора. Ови документи, Мереров дневник, датирају из oko 2560–2550. п. н. е. (крај владавине Куфуа). Роле папируса описују последње године изградње Велике пирамиде у Гизи. У првим вековима пре нове ере и нове ере папирусни свици су стекли ривала као површине за писање у пергаменту, који се припремао од животињских кожа. Листови пергамента били су пресавијени како би се формирали рамови од којих су направљени кодекси у облику књиге. Ранохришћански писци су убрзо усвојили форму кодекса, а у грчко-римском свету постало је уобичајено да се листови папируса секу да би се формирали кодекси.
Папирус је у Европи замењен јефтинијим, локално произведеним производима пергаментом и велумом, знатно веће издржљивости у влажним климатским условима, иако је Анри Пирен повезује његов нестанак са муслиманским освајањем Египта између 639. и 646. године, што је споран аргумент. Последњи пут се појављује у Меровиншкој канцеларији са документом из 692. године, иако је у Галији био познат до средине следећег века. Најновији одређени датуми за употребу папируса су 1057. за папски декрет (обично конзервативне, све папске буле су биле на папирусу до 1022. године), под папом Виктором II, и 1087. за арапски документ. Његова употреба у Египту се наставила све док га није заменио јефтинији папир који је уведен у исламски свет, а за који који се првобитно сазнало од Кинеза. До 12. века, пергамент и папир су били у употреби у Византијском царству, али је папирус и даље био опција.
Папирус је прављен у више нивоа квалитета и цена. Плиније Старији и Исидор из Севиље описали су шест варијација папируса који су се продавали на тадашњем римском тржишту. Они су оцењени по квалитету на основу тога колико је површина за писање била фина, чврста, бела и глатка. Оцене су се кретале од суперфиног Августана, који се производио у листовима ширине 13 цифара (10 инча), до најјефтинијег и најгрубљег, ширине шест цифара (четири инча). Материјали за које се сматрало да су неупотребљиви за писање или мање од шест цифара сматрани су комерцијалним квалитетом и залепљени су од ивице до ивице да би се користили само за умотавање.
До средине 19. века били су познати само неки изоловани документи писани на папирусу, а музеји су их једноставно приказивали као куриозитет. Они нису садржали књижевна дела. Прво модерно откриће ролни папируса направљено је у Херкулануму 1752. До тада, једини познати папируси били су неколико преживелих из средњег века. Научна истраживања почела су са холандским историчарем Каспаром Јакобом Кристијаном Ревенсом (1793–1835). Он је писао о садржају Лајденског папируса, објављеног 1830. године. Прва публикација приписана је британском научнику Чарлсу Виклифу Гудвину (1817–1878), који је објавио за Кембриџско антикварско друштво, један од Papyri Graecae Magicae V, преведен на енглески са коментарима 1853. године.

### Прерада биљке папирус
Папирус носи ботанички назив cyperus papyrus. То је мочварна биљка која има широко разгранато корење и високу биљку која се завршава са густим свежњем влакана. Није се користио само за прављење материјала за писање већ и за многе друге ствари. Цвет се употребљавао за украшавање просторија, стабљика за плетење ограда, сок срчике за јело, а угљен од корења за мастило за писање. Римски историчар Плиније оставио је запис о томе како се производи папирус. Срчика се узимала само од оног дела стабла који је под водом, а затим би оне биле цепане у врпце, које су потом равнане. Када би се зелена кора стабљике одвојила од срчике, срчика се резала у дуге траке, широке 2 – 3 cm. Средишња врпца била је најшира, тако и најкориснија.
Врпце су, положене на овлажену даску, затим ређане једна поред друге, а преко њих су, под правим углом слагане друге врпце. Први слој се премазивао лепљивим брашном, затим би се сушио, гланчао слоновом кости или шкољком па обрезивао и тако био спреман за писање.

## Папирус као материјал за писање
Један ред срчика звао се схеда. Комплетан лист папируса звао се плагула. Двадесет плагула чинило је скапус, а скапус коначно припремљен звао се карта. Некада се и више скапуса заједно спајало па су могли бити дуги и око 7 – 10 m. Због тога што је папирус био јако ломљив и крут, исписани скапуси савијали су се у свитак (ротулус) који се звао и волумен. На папирусу се писало само на једној страни, али се дешавало да због штедње буде и докумената који су били исписани са обе стране. Рукописи исписани са обе стране звали су се опистографи. Свака плагула је наша данашња страница. Прва плагула звала се протоколон, а последња есхатоколон. Поједини листови имају 22 cm ширине и 19 cm висине. Текст је писан у колумнама и свака има око 27 редова. За правилно савијање скапуса употребљавао се танак штап омфалос. Рукопис је на горњем рубу протоколона имао причвршћен мали листић од коже на коме се налазила ознака садржаја ротолуса. Листић се звао силибоз или индекс и титулус и такви ротолуси су најбоље чувани у ковчежићу или кутији. За писање по папирусу користила се танка трскина цевчица која је на врху била зашиљена и звала се каламус. Црно мастило које се производило од чађи, смоле и воде називало се мелан, а касније атраментум. У средњем веку монаси су по својим рецептима производили мастило за писање, па се тако зна за постојање жуте, црвене и зелене боје. Црвена боја се употребљавала за наслове дела и почетке поглавља, док је на пример пурпурна боја била у употреби само у Византији за цареве потребе. Центар за израду папируса била је Александрија. Папирус је неко време био један од главних извозних производа Египта. На пример, сви дипломатски документи исписивани су на папирусу све док га није истиснуо пергамент. Сваки комад папируса обележаван је посебним печатом како би се тиме потврдила његова вредност.
Од витких стабљика папируса изграђиване су корпе, а од дебљих стабљика чак и једра за чамце. Једро или срж папируса, кад се скува, представљало је храну за сиромашне, а кад се осуши употребљавало се као гориво. Из свега овога се види колико је ова биљка у старо доба била корисна.
На папирусу се писало до 11. века. Осим у Египту на папирусу се писало и у граду Херкуланум који је заједно са Помпејом страдао од вулкана. У њему су пронађени ћупови са папирусом. У старо доба на папирусу су биле исписане искључиво повеље владара и књижевни списи.

## Књиге на папирусу у Египту
У богатој долини реке Нила развила се већ крајем 4000. година п.н.е велика египатска цивилизација, у којој је писана реч била на високој цени. Знати читати и писати значило је имати одређене привилегије у друштву. Ученик у Египту када би положио писарски занат и добио звање писара до кога се јако тешко долазило могао је да бира чиме жели да се бави у животу: свештеник, војвода, управитељ неке номе, инжењер, дипломата, градитељ или сакупљач пореза. Услов успешне каријере била је писменост. Ученици који су се образовали за занат писара преписивали су дела класичне књижевности, док су неке текстове пре него што би их записали, учили напамет. Преписивали су се и уџбеници, разни приручници и математички списи, а најбољи ученици су награђивани. Служба писара је била идеал младих Египћана, који су се често обраћали за помоћ богу Тоту заштитнику писара, разума и уметности. Међутим, временом писарски занат губи на вредности јер је било све више писмених људи. На већем броју очуваних слика и скулптура приказани су египатски писари као млади и снажни људи, насмејани, како скрштених ногу седе на земљи са папирусним свитком у крилу. Најпознатији кип који приказује писара чува се у Лувру и Паризу.